# Departamento de Geociências da Universidade de Aveiro

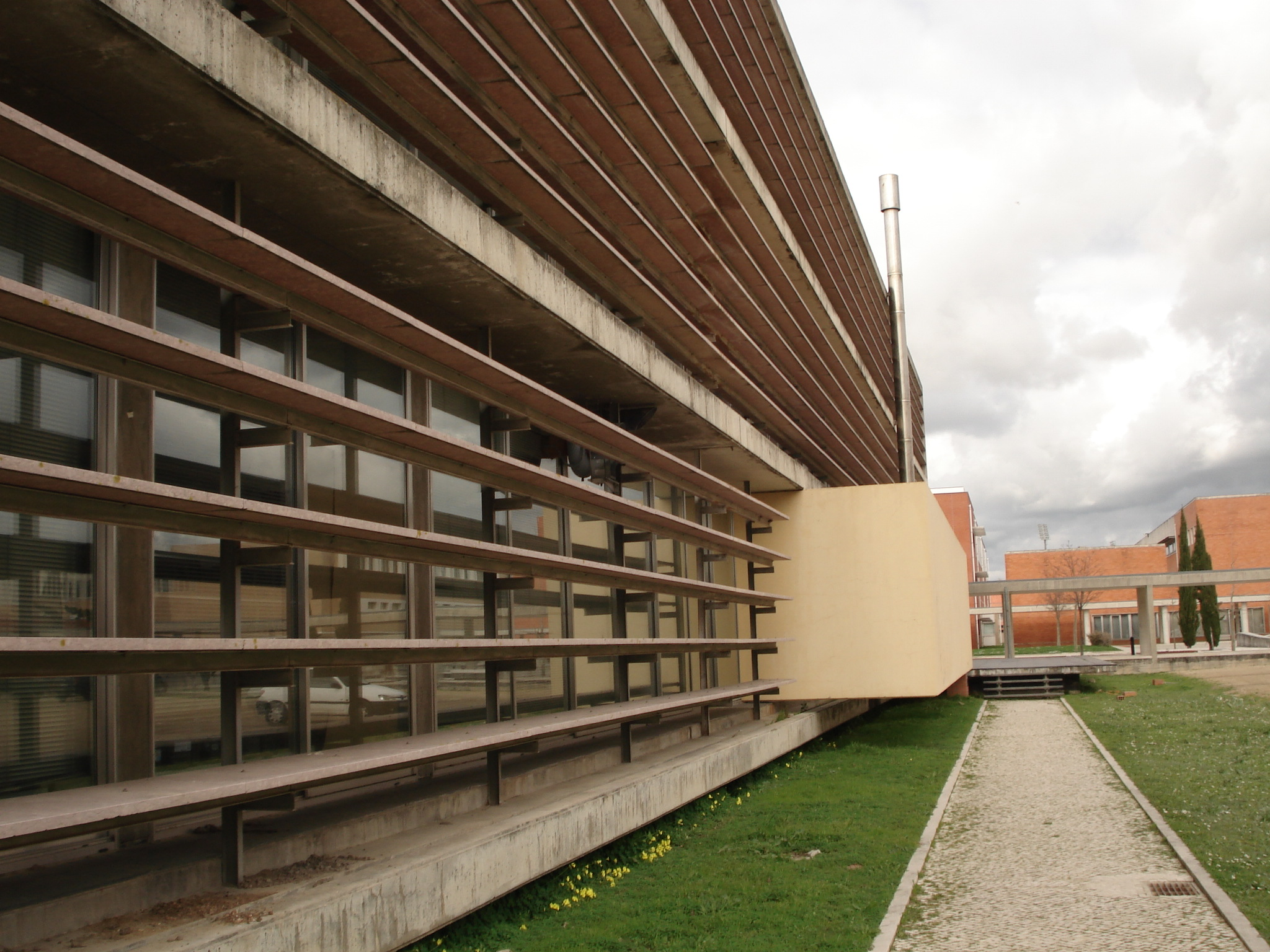
Departamento de Geociências,

O Departamento de Geociências da Universidade de Aveiro é um dos departamentos desta universidade localizados no Campus Universitário de Santiago em Aveiro. Destaca-se dos restantes departamentos do campus pelas suas fachadas laterais serem quase totalmente de vidro, protegidas por uma grelha ornamental exterior.
Estas características exteriores e toda a sua arquitectura interior, projectadas pelo arquitecto Eduardo Souto de Moura, têm levado dezenas de turistas a visitá-lo anualmente.

## Cursos ministrados
- Licenciaturas
  - Licenciatura em Engenharia Geológica
- Licenciaturas em que o departamento colabora:
  - Licenciatura em Biologia e Geologia
  - Licenciatura em Ciências do Mar
  - Licenciatura em Meteorologia e Oceanografia Geofísica
  - Licenciatura em Ciências de Engenharia Civil

- Mestrados
  - Mestrado em Engenharia Geológica
    - Ramo Geotecnia
    - Ramo Recursos Geológicos
    - Ramo Estudos Geoambientais